# قاعدة بيانات علم الأحياء القديمة

قاعدة بيانات علم الأحياء القديمة: الكشف عن تاريخ الحياة

قاعدة بيانات علم الأحياء القديمة (بالإنجليزية: Paleobiology Database) (PBDB) هي مورد متاح عبر الإنترنت للحصول على معلومات حول توزيع وتصنيف الحيوانات والنباتات والكائنات الحية الدقيقة الأحفورية.